# Gaio Aufidio Vittorino (console 200)
Gaio Aufidio Vittorino (Alfidio Vittorino) (in latino: Gaius Aufidius Victorinus (Gaius Alfidius Victorinus); fl. 200) fu un senatore e un console dell'Impero romano.
Membro della gens Aufidia (Alfidia), Vittorino era originario di Pisarum nelle Marche; suo padre era Gaio Aufidio Vittorino, console nel 155 e 183, suo fratello era Marco Aufidio Frontone, console nel 199. Nel 200 Vittorino resse il consolato assieme al nipote di Marco Aurelio, Tiberio Claudio Severo Proculo.